# Тарки-Тау
Тарки-Тау (уст. Тарку-тау, кум. Таргъу тав) — гора в северо-восточной части предгорий Дагестана, в непосредственной близости от столицы республики Махачкалы. Гора вытянута на 6 километров, в ширину до 2,2 километров. Высота достигает на западе 725 метров (Сарияр или Тик-Тюбе). Высота восточного гребня до 350 метров. Своё название получила от соседнего аула — Тарки. Для кумыков Тарки тау имеет важное культурное и историческое значение.

## Название
Ороним «Таргу-Тау» применителен к плато и всему горному хребту Тарки-Тау. Топоним Таргу упоминается еще в VII в. Высшая точка горы имеет самостоятельное название — Мыс Сарияр (кум. Сари яр), где мыс — это выступ горы. Кумыкские же слова «сари» (жёлтый) и «яр» (обрыв, утёс, скала) в переводе означают «жёлтый» и «обрыв, отвес».

## Описание

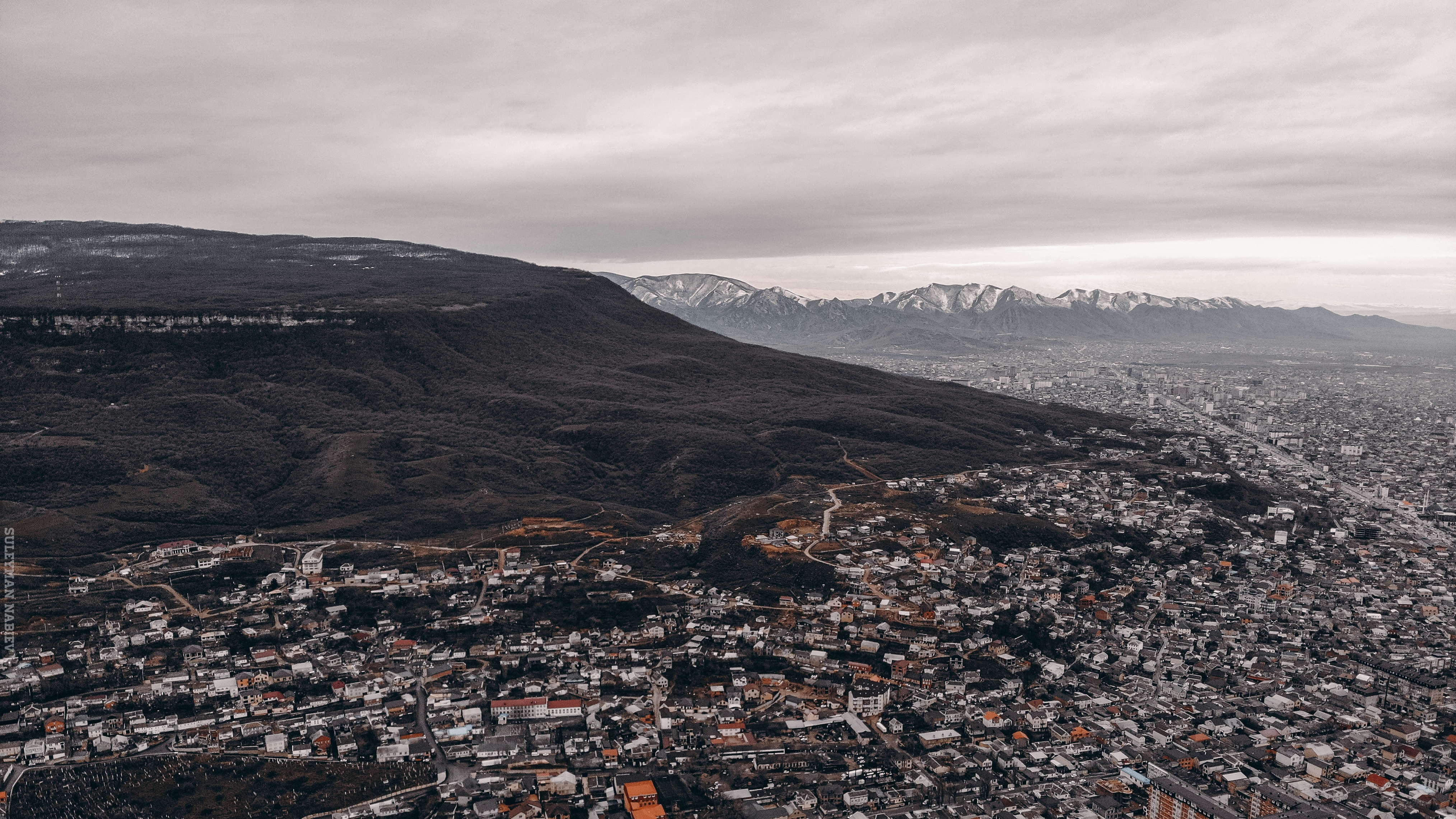
Вид на Тарки-Тау и Махачкалу.

Тарки-Тау представляет собой огромную столообразную возвышенность, поднимающуюся над столицей Дагестана Махачкалой и отстоящую от каспийского побережья на расстоянии трёх километров. Абсолютная высота горы 720 м, а относительно уровня Каспия — 745 м (данные 1998 г.).
Тарки-Тау имеет ярко выраженную платообразную форму рельефа. Плато поднято над пьедесталом горы в среднем на высоту 350—400 метров. При общей протяжённости Тарки-Тау в 11 км на долю плато приходится 6,4 км длины. Наибольшая ширина горы 5 км, причём половина этой величины соответствует ширине плато на участке от вершины до скальных отвесов над Кяхулаем. Площадь Таркинского плато чуть превышает 22 км².

### Флора и фауна
Тарки-Тау покрыта широколиственными лесами, из видов представлены дуб, клён, ясень, граб, липа. Также встречаются рябина, алыча, кавказская груша. Из кустарников присутствуют боярышник, можжевельник, кизил, жимолость, шиповник, тёрн. Местная флора насчитывает около 370 видов, 22 реликтовых и 3 эндемика.
Гора является домом для более чем четверти из известных в Дагестане видов жужелиц и жуков-чернотелок, и около половины бабочек-бархатниц, а также около 80% бабочек-бражников. Здесь обитают змеи, черепахи, ящерицы, квакши, почти 160 видов.

## Поселения
На склоне горы расположены три древних кумыкских селения — многовековая столица кумыков Тарки, Кяхулай (Старый) и Альбурикент.

## Объекты
На склонах горы обнаружено городище. Находки (подкурганные захоронение и древние могильники) свидетельствуют о том, что гора в древности входила в культурно-исторический ареал скифско-тюркских предков кумыков.
На склонах горы находятся руины крепостных стен. Ранее на её склонах располагались не сохранившиеся дворец шамхалов и крепость Бурная, построенная в 1821 в. для контроля над кумыкской столицей. На склонах находится кладбище правителей Тарковкого шамхальства.
На мусульманском кладбище у горы Тарки-Тау похоронен Расул Гамзатов.
На плато расположена радиолокационная станция Министерства обороны Российской Федерации.

## Охрана природы
Гора Тарки-Тау с 2007 года — действующий региональный ландшафтный памятник природы регионального значения площадью 2 243 гектар.